# Tom Komárek
Tomáš Komárek (28. června 1980 Praha – 16. července 2013 tamtéž) byl český hudebník a novinář.

## Život
V letech 1992–1995 studoval v Paříži a následně docházel na gymnázium v Praze.
Od roku 2005 pracoval jako redaktor v časopisu Rock & Pop, kde psal články, recenze a rozhovory. Zaměřoval se hlavně na alternativní, punkovou a rockovou hudbu. Také zpíval a hrál na kytaru v postpunkové skupině Secret 9 Beat.
Zemřel za neobjasněných okolností v poledních hodinách v bazénu během rehabilitační procedury na pražské Poliklinice Prosek. Příčinou úmrtí bylo utonutí. 